# La Montaña Maldita
La Montaña Maldita (originalmente Cursed Mountain) es un videojuego de terror perteneciente a los géneros de aventura para PC y Wii desarrollado por Sproing Interactive Media, en colaboración con, y publicado por Deep Silver Viena. Fue lanzado el 25 de agosto de 2009, en América del Norte. El juego se centra en un montañista en busca de su hermano perdido en los Himalayas. Una versión para PC del juego fue lanzado el 5 de febrero de 2010 en Europa. Está disponible a nivel mundial a través de descarga digital en GamersGate.

## Jugabilidad
El Combate consiste principalmente en encuentros con las almas furiosas de los monjes y los escaladores que están atrapados en Bardo, un reino espiritual en entre esta vida y la siguiente. El jugador debe aturdir a los enemigos y hacer gestos con el mando de Wii para liberar sus almas. El juego también hace uso de otras características del mando de Wii, como su altavoz incorporado.

## Argumento
La Montaña maldita se fija a finales del año 1980, debido a la falta de la tecnología disponible en ese período de tiempo. Todo el curso del juego tiene lugar en una montaña en el Himalaya llamado Chomolonzo , que los nativos llaman "el Sagrado". La historia del juego está muy influenciada por el budismo y el folclore tibetano.
El Protagonista -Eric Simmons- está llamado a subir el Chomolonzo - una montaña en el Himalaya que nunca se ha escalado y está llena de folclore. La montaña está habitada por los sherpas, que practican un subconjunto del budismo y creen que la montaña es una diosa. El hermano de Eric, Frank Simmons ha desaparecido en Chomolonzo después de haber sido enviada por Edward Bennett, un rico benefactor para recuperar la Terma: un artefacto mítico que se reveló recientemente que está en la cima de la montaña. Los mitos de los sherpas indican que la Terma es la clave de la inmortalidad.
Eric procede a través de una serie de pueblos y monasterios en la base de la montaña, todos los cuales son abandonados. Eric se encuentra siendo atacado por fantasmas y el monje DTO-Pa muestra a Eric cómo utilizar el Tercer Ojo: una técnica que permite a Eric para ver y combatir a los fantasmas. Eric se entera de que Frank encontró la Terma y se activó y la ha utilizado sin saberlo, al pasar a la Bardo- un purgatorio entre la vida, la vida futura, y la reencarnación. Frank está atrapado en el Bardo, incapaz de vivir o morir, y los fantasmas que han sido arrasados en la montaña escaparon del Bardo una vez que Frank abrió la terma.
Una vez que Eric llega al campamento base para Bennett y sus escaladores, encuentra al compañero de escalada de Frank, Paul. Frank estaba experimentando rituales tántricos con Mingma el aprendiz de la suma sacerdotisa Jomo Menmo. El ritual final requerido Mingma y Frank para tener relaciones sexuales, pero Mingma fue incapaz de llegar hasta el final porque se había enamorado de Paul. Frank decide subir Chomolonzo sin completar los rituales, maldiciendo su ascenso. Bennett mata Mingma y Pablo, y se revela por Eric a ser un demonio disfrazado de hombre. Eric derrota a Bennett con el Tercer Ojo.
Salvando el material de escalada desde el campamento base y los tanques de oxígeno desde el otro varados y los partidos que suben muertos, Eric llega a la parte superior de Chomolonzo y encuentra a Frank. Frank decide pasar por el Bardo en la reencarnación en lugar de volver a la vida, con la esperanza de que él hace mejor uso de su próxima vida. Frank muere, y Eric se queda encima de la montaña, solo y con suministros limitados.

## Desarrollo
La montaña Maldita fue un esfuerzo de colaboración en el desarrollo de 16 empresas que constan de 236 personas en 17 lugares únicos en 14 países diferentes.

## Recepción
La revista N-Zone dio al juego una puntuación de 82%. Con alabanzas a la estimulación y la atmósfera del juego, con la única crítica dirigida a los controles a veces lentos del juego. La revista Blast ha otorgado al juego un 7,7 sobre 10, que indica que la "La historia, el escenario y el ambiente son las claves para La montaña maldita" mientras que "los controles o el ritmo son los que frustran un poco". About.com fue menos entusiasta, dando al juego un 3 sobre 5 y en referencia a los controles como "indignante" y el final como "ridículamente pretencioso". IGN y GameSpot galardonaron al título con una puntuación de 7,5, alabando a la atmósfera.
Koch Media , el dueño de Deep Silver Viena, cerró el estudio el 30 de enero de 2010.